# Большое Чебаево
Большое Чебаево — деревня в Великоустюгском районе Вологодской области.
Входит в состав Покровского сельского поселения, с точки зрения административно-территориального деления — в Покровский сельсовет.
Расстояние по автодороге до районного центра Великого Устюга — 31,5 км, до центра муниципального образования Ильинского — 1,5 км. Ближайшие населённые пункты — Малое Чебаево, Ильинское, Буково.
По переписи 2002 года население — 18 человек.